# Mare Winningham
Mare Winningham (Phoenix, Arizona, EUA, 16 de maig de 1959, nascuda Mary Megan Winningham) és una actriu i cantant estatunidenca.

## Biografia
Winningham va néixer a Phoenix, Arizona i criada a Northridge, Califòrnia. Té tres germans i una germana. El seu pare era el president del Departament d'Educació Física a la Universitat Estatal de Califòrnia, Northridge (CSUN en anglès) i la seva mare era una professora d'anglès i consellera vocacional en la secundària Monroe High School. Mare cita el seu primer interès en l'actuació en veure  Kym Karath (que va interpretar a "Gretl" a Somriures i llàgrimes) al programa de Art Linkletter's House Party, quan tenia cinc o sis anys.
Va anar a escola primària local on les seves activitats favorites incloïen drama i tocar guitarra i bateria. Va seguir amb l'opció de drama en la secundària i va continuar durant un estiu de vacances en el Taller Dramàtic Adolescent de CSUN (Universitat Estatal de Califòrnia). Va ser aleshores quan adopta el sobrenom de "Mare". La seva mare va fer els arranjaments perquè assistís a la secundària Chatsworth, amb un departament d'art escènic d'anomenada. En el 12 grau, Winningham va protagonitzar una producció de The Sound of Music, interpretant el paper de Maria al costat del seu company de classes Kevin Spacey com el Capità Von Trapp.

## Carrera
Winningham va començar la seva carrera com a cantautora. El 1976 va tenir la seva oportunitat al programa de TV The Gong Show on va cantar la cançó "Here, There and Everywhere" de The Beatles. Encara que no va rebre cap contracte d'enregistrament, com a resultat de la seva presentació en va signar un d'actuació de l'agent Meyer Mishkin i va rebre la seva targeta del Sindicat d'Actors per una participació de tres línies en un episodi de James at 15. Aquell any va rebre una oferta per a Young Pioneers i Young Pioneers Christmas, pilots del drama de curta durada de 1978 The Young Pioneers. Tot i que la sèrie va finalitzar amb tres capítols emesos, van seguir diversos projectes de televisió, incloent papers en La dona policia el 1978 i en Starsky i Hutch el 1979. Més tard, en aquest mateix any, va interpretar el paper de l'adolescent marginada Jenny Flowers en el telefilm The Death of Ocean View Park.
El 1980, Winningham va protagonitzar "Off the Minnesota Strip", interpretant a una jove prostituta. Després va guanyar un Emmy com a Millor actriu de repartiment - Mini-sèrie o telefilm pel seu paper en Amber Waves, una pel·lícula de TV sobre un dur granger (Dennis Weaver) que descobreix un càncer terminal. Aquell mateix any Mare va participar en One Trick Pony, protagonitzada per Paul Simon. El 1983 va ser nominada a un premi Genie (premi canadenc a la indústria del cinema i televisió) pel seu treball en el drama futurístic de 1981 Threshold i va aparèixer en la miniserie èpica The Thorn Birds on interpreta a Justine O'Neill. El 1984 va fer el paper de Helen Keller a Helen Keller: The Miracle Continues.
Mare va adquirir molta més popularitat en St. Elmo's, punt de trobada (1985) com una dels actors "Brat Pack" originals. Malgrat l'èxit de la pel·lícula, no va saber ressituar el seu status d'ídol adolescent i va tornar a la TV en la pel·lícula Love is Never Silent, per la qual cosa va obtenir una nominació a un altre Emmy. Una altra actuació va ser la d'una jove mare sense llar en God Bless the Child.
Winningham va finalitzar els anys '80 amb dos films de Hollywood: Miracle Mile (1988) (per la qual va rebre una nominació a un Premi Independent Spirit el 1989) i Turner & Hooch el 1989. El 1988 va protagonitzar a Los Angeles la producció teatral de Hurlyburly amb Sean Penn i Danny Aiello.
En els primers anys dels '90, va tornar al cinema amb Wyatt Earp i el drama familiar The War, ambdues protagonitzades per Kevin Costner.
1995 va interpretar Georgia, un profund personatge en la vida de dues germanes (Winningham i Jennifer Jason Leigh) que li va valer a Mare la nominació a un premi del Sindicat d'Actors i a un Oscar. Dos anys més tard, protagonitza George Wallace al costat de Gary Sinise, per la qual cosa és nominada al seu primer Globus d'Or i gana el seu segon Emmy.
Des de llavors va fer aparicions aclamades en sèries com ER i Law & Order: Special Victims Unit així com en el projecte televisiu Sally Hemmings al costat de Sam Neill i en la sèrie de curta vida de David Kelley The Brotherhood of Poland, New Hampshire. També va estar en la pel·lícula per TV de 2001 Snap Decision amb Felicity Huffman. Al seu torn va aparèixer en el film independent Dandelion, que va tenir reconeixement en festivals de cinema de tot el món entre 2003 i 2004 i va tenir un llançament limitat als Estats Units l'octubre de 2005.
Winningham ha gravat tres àlbums, What Might Be (1992, sota el segell Bay Cities), Lonesomers (1998, segell Razon and Tie) i Refuge Rock Sublime (2007, segell Craig & Co.). "Lonesomers" és un àlbum de música tradicional on parla dels problemes de les relacions. Les cançons country/bluegrass/jueves/folk en Refuge Rock Sublime tracten, majorment, la seva recent conversió al judaisme i inclou pistes com "What Would David Do", "A Convert Jig" i l'himne nacional israelià Ha-Tiqvà. També canta en la banda sonora de Georgia. El 2006 arriba amb el paper de Susan Grey al reeixit drama d'ABC Grey's Anatomy, on interpreta a la madrastra de la Dra. Meredith Grey. El seu personatge va acabar el maig de 2007. El 2006 va posar veu a les versions d'àudio del llibre de Stephen King La història de Lisey. També va posar la seva veu l'any següent a Skylight Confessions, d'Alice Hoffman. El 2010, Mare va protagonitzar un episodi de Cold Case interpretant a Celeste Cooper, la madrastra de la protagonista Lillian "Lilly" Rush.

## Vida personal
Encara que va ser educada com a catòlica, al novembre de 2001, per recomanació d'un amic, va fer una classe donada pel rabí Neal Weinberg a la Universitat Jueva dels Estats Units, a Califòrnia. El 3 de març de 2003 es va convertir al judaisme. És membre de sinagogues conservadores de l'àrea del Gran Los Angeles.
Es va casar amb Jason Trucco el 14 de novembre de 2008 a Hollywood, Califòrnia.

## Filmografia
| Any  | Títol                                           | Paper                                                                                    | Notes |
| ---- | ----------------------------------------------- | ---------------------------------------------------------------------------------------- | --- |
| 1976 | Young Pioneers                                  | Nettie Peters                                                                            | Telefilm |
| 1976 | Young Pioneers' Christmas                       | Nettie Peters                                                                            | Telefilm |
| 1977 | James at 15                                     | Wanda                                                                                    | Episodi: "The Girl with the Bad Rep" |
| 1978 | Special Olympics                                | Janice Gallitzin                                                                         | Telefilm |
| 1978 | Police Woman                                    | Linda                                                                                    | Episodi: "Battered Teachers" |
| 1978 | The Young Pioneers (sèrie de TV)                | Nettie Peters                                                                            | Episodi: "Sky in the Window" |
| 1979 | Starsky i Hutch                                 | Joey Carston                                                                             | Episodi: "Noranta Lliures de Problemes" |
| 1979 | Family                                          | Merilee Kalisher                                                                         | Episodi: "The Competition" |
| 1979 | Steeletown                                      | Aggie Modgelewsky                                                                        | Telefilm |
| 1979 | The Death of Ocean View Park                    | Jenny Flowers                                                                            | Telefilm |
| 1980 | Amber Waves                                     | Marlene Burkhard Primetime Emmy a la millor actriu de repartiment - Minisèrie o telefilm | Telefilm |
| 1980 | Off the Minnesota Strip                         | Micki Johansen                                                                           | Telefilm |
| 1980 | The Women's Room                                | Chris                                                                                    | Telefilm |
| 1980 | One Trick Pony                                  | Modeena Dandridge                                                                        | |
| 1981 | Threshold                                       | Carol Severance                                                                          | |
| 1981 | Freedom                                         | Libby Bellow                                                                             | Telefilm |
| 1981 | A Few Days in Weasel Creek                      | Locksley Claitor                                                                         | Telefilm |
| 1982 | Missing Children: A Mother's Story              |                                                                                          | Telefilm |
| 1983 | The Thorn Birds                                 | Justine O'Neill                                                                          | |
| 1984 | Helen Keller: The Miracle Continues             | Helen Keller                                                                             | Telefilm |
| 1984 | Single Bars, Single Women                       | Bootsie                                                                                  | Telefilm |
| 1985 | ABC Afterschool Specials                        | Beth                                                                                     | Episodi: "One Too Many" |
| 1985 | St. Elmo's, punt de trobada (St. Elmo's Fire)   | Wendy Beamish                                                                            | |
| 1985 | Hallmark Hall of Fame                           | Margaret Ryder                                                                           | Episodi: "Love Is Never Silent" |
| 1986 | The Twilight Zone                               | Norma Lewis                                                                              | Episodi: "Button, Button" |
| 1986 | A Winner Never Quits                            | Annie                                                                                    | Telefilm |
| 1986 | Who Is Julia?                                   | Mary Frances Bodine                                                                      | Telefilm |
| 1986 | Una noia amb seny (Nobody's Fool)               | Pat                                                                                      | |
| 1987 | Shy People                                      | Candy                                                                                    | |
| 1987 | Made in Heaven                                  | Brenda Carlucci                                                                          | |
| 1987 | Eye on the Sparrow                              | Ethel Lee                                                                                | Telefilm |
| 1988 | Que Déu beneeixi els nens (God Bless the Child) | Theresa Johnson                                                                          | Telefilm |
| 1988 | Amenaça nuclear (Miracle Mile)                  | Julie Peters                                                                             | |
| 1989 | Socis i perdiguers (Turner & Hooch)             | Dr. Emily Carson                                                                         | |
| 1990 | Love and Lies                                   | Kim Paris                                                                                | Telefilm |
| 1990 | Crossing to Freedom                             | Nicole Rougeron                                                                          | Telefilm |
| 1991 | Fatal Exposure                                  | Jamie Hurd                                                                               | Telefilm |
| 1991 | She Stood Alone                                 | Prudence Crandall                                                                        | Telefilm |
| 1991 | Hard Promises                                   | Dawn                                                                                     | |
| 1992 | Those Secrets                                   | Faye                                                                                     | Telefilm |
| 1992 | Intruders                                       | Mary Wilkes                                                                              | Telefilm |
| 1993 | Sexual Healing                                  | Marta                                                                                    | |
| 1993 | Better Off Dead                                 | Kit Killner                                                                              | Telefilm |
| 1994 | Betrayed by Love                                | Dana                                                                                     | Telefilm |
| 1994 | Teresa's Tattoo                                 | Cantant                                                                                  | |
| 1994 | Wyatt Earp                                      | Mattie Blaylock                                                                          | |
| 1994 | The War                                         | Lois Simmons                                                                             | |
| 1995 | Georgia                                         | Geòrgia Flood                                                                            | Nominada - Óscar a la millor actriu secundària Nominada - Premi del Sindicat d'Actors a la millor actriu secundària Guanyadora - Independent Spirit a la millor actriu secundària |
| 1995 | Letter to My Killer                             | Judy Parma                                                                               | Telefilm |
| 1996 | The Boys Next Door                              | Sheila                                                                                   | Telefilm |
| 1996 | The Deliverance of Elaine                       | Elaine Hodges                                                                            | Telefilm |
| 1997 | Bad Day on the Block                            | Catherine Braverton                                                                      | |
| 1997 | George Wallace                                  | Lurleen Wallace                                                                          | Telefilm Primetime Emmy a la millor actriu secundària - Minisèrie o telefilm |
| 1997 | Mad About You                                   | Sarah McCain                                                                             | Episodi: "The New Friend" |
| 1998 | Mad About You                                   | Sarah McCain                                                                             | Episodi: "The Baby Video" |
| 1998 | Everything That Rises                           | Kyle Clay                                                                                | Telefilm |
| 1998 | Little Girl Fly Away                            | Catherine Begley                                                                         | Telefilm |
| 1998 | ER                                              | Dra. Amanda Lee                                                                          | Episodi: "Aclaparat i confús "Episodi: "Bona sort, Ruth Johnson" |
| 1999 | ER                                              | Dra. Amanda Lee                                                                          | Episodi: "El mestre miracle" Episodi: "A ningú li desagrada Amanda Lee |
| 1999 | Too Rich: The Secret Life of Doris Duke         | Chandi Heffner                                                                           | Telefilm |
| 2000 | Sally Hemings: An American Scandal              | Martha Jefferson Randolph                                                                | Telefilm |
| 2000 | Sharing the Secret                              | Dra. Nina Moss                                                                           | Telefilm |
| 2001 | Snap Decision                                   | Jennifer Bradley                                                                         | Telefilm |
| 2001 | Night Visions                                   | Kate Morris                                                                              | Episodi: "Still Life" |
| 2002 | Six Feet Under                                  | Eileen Piper                                                                             | Episodi: "El Pla" |
| 2002 | Tru Confessions                                 | Ginny                                                                                    | Telefilm |
| 2002 | Touched by an Angel                             | Maggie                                                                                   | Episodi: "The Bells of St. Peters" |
| 2003 | The Maldonado Miracle                           | Maisie                                                                                   | Telefilm |
| 2003 | The Adventures of Ociee Nash                    | Tia Mamie Nash                                                                           | |
| 2003 | Law & Order: Special Victims Unit               | Sandra Blaine                                                                            | Episodi: "Maníaco" |
| 2003 | The Brotherhood of Poland, New Hampshire        | Dottie Shaw                                                                              | 7 episodis |
| 2004 | Dandelion                                       | Layla Mullich                                                                            | |
| 2004 | Clubhouse                                       | Lynne Young                                                                              | 2004-2005 (11 episodis) |
| 2005 | The Magic of Ordinary Days                      | Martha                                                                                   | Telefilm |
| 2007 | War Eagle, Arkansas                             | Belle                                                                                    | |
| 2007 | Boston Legal                                    | Patrice Kelly                                                                            | Episodi: "Hope and Glory" Episodi: "The Object of My Affection" |
| 2008 | Swing Vote                                      | Larissa Johnson                                                                          | |
| 2009 | CSI: Nova York                                  | Katherine Donovan                                                                        | Episodi: "Greater Good" |
| 2009 | Brothers                                        | Elsie Cahill                                                                             | |
| 2010 | Cold Case                                       | Celeste Cooper                                                                           | Episodi: "The Good Soldier" |
| 2010 | 24                                              | Elaine Al-Zacar                                                                          | 2 episodis |
| 2010 | Mildred Pierce                                  | Ida Corwin                                                                               | Sèrie de TV |
| 2012 | Hatfields & McCoys                              | Sally McCoy                                                                              | Mini-sèrie TV. 3 Episodis |
| 2013 | American Horror Story: Coven                    | Alicia Spencer                                                                           | 2 episodis |
| 2013 | Philomena                                       | Mary                                                                                     | |
| 2014 | American Horror Story: Freak Show               | Rita                                                                                     | Episodi: "Orphans" |
| 2015 | American Horror Story: Hotel                    | Miss Hazel Evers                                                                         | repartiment principal |
| 2017 | American Horror Story: Cult                     | Sally Keffler                                                                            | Estrella especial convidada (1 episodi) |

## Premis i nominacions
Premis Oscar
Nominacions:
- Oscar a la millor actriu secundària - Georgia, 1995.

Premis Primetime Emmy
- Primetime Emmy a la millor actriu secundària en minisèrie o telefilm - Amber Waves, 1980
- Millor actriu de repartiment - Miniserie o telefilme - George Wallace, 1998.

Nominacions:
- Millor actriu convidada - Sèrie dramàtica - Law & Order: Special Victims Unit, 2004
- Millor actriu de repartiment - Miniserie o telefilme - The Boys Next Door, 1996
- Millor actriu - Miniserie o telefilme - Love Is Never Silent, 1985.

Premis Globus d'Or
Nominació:
- Millor actriu secundària de sèrie, minisèrie o telefilme - George Wallace, 1997.

Premis Independent Spirit
- Independent Spirit a la millor actriu secundària - Miracle Mile, 1989.

Premis del Sindicat d'Actors
Nominació:
- Millor actriu secundària - Georgia, 1995.